# 全国ちびっ子ボクシング大会
全国ちびっ子ボクシング大会（ぜんこくちびっこボクシングたいかい）は、小学生によるアマチュアボクシングの大会である。
2001年に第1回が開催され、毎年7月下旬に横浜さくらボクシングジムで開催されている。
当初はさくらジムが主催していたが、2006年からは特定非営利活動法人日本キッズボクシング協会の主催となっている。2009年の第9回大会は、横浜開港150周年記念大会として横浜赤レンガ倉庫で開催された。